# كلايف جونستون
كلايف جونستون (4 أغسطس 1925 بسيدني في أستراليا - 12 مايو 1991) (بالإنجليزية: Clive Johnston)‏ هو لاعب كريكت أسترالي. لعب مع فريق جنوب ويلز الجديد للكريكت ‏.

## وصلات خارجية
- كلايف جونستون على موقع إي آس بي آن كريك إنفو (الإنجليزية)